# Domestic Violence Workplace Policy
Die Domestic Violence Workplace Policy (WPP; Arbeitsplatzrichtlinien gegen Häusliche Gewalt) ist eine ursprünglich aus dem angelsächsischen Raum kommende Idee zur Selbstverpflichtung (Arbeitsrichtlinie) von Unternehmen, sich intern und extern gegen Häusliche Gewalt zu positionieren.

## Idee/Ziel der Workplace Policy
Die Workplace Policy meint die Selbstverpflichtung von Unternehmen und Verbänden, sich öffentlich und im eigenen Unternehmen gegen Häusliche Gewalt auszusprechen:
„Ziel der Workplace Policy ist es, ein Unternehmen zu ermutigen, Häusliche Gewalt anzusprechen, erhöhte Aufmerksamkeit für das Thema zu schaffen, sowie Konsequenzen für den Arbeitsplatz aufzuzeigen.“ (Serap Altinisik)
Die Idee kommt bereits in Amerika und Großbritannien zur Anwendung und wurde in Deutschland erstmals von der Menschenrechtsorganisation Terre des Femmes vorgestellt und eingeführt.
Jede vierte Frau im Alter von 18 bis 65 Jahren hat mindestens einmal in ihrem Leben körperliche oder sexuelle Übergriffe durch einen Beziehungspartner erlebt.
Häusliche Gewalt hat Einfluss auf den Arbeitsalltag der Betroffenen und damit auch auf das Unternehmen, wenn es zu vermehrten Fehlzeiten kommt und die Produktivität sinkt.
Daher sollten Unternehmen ein Interesse an der Gesundheit und damit verbundenen Arbeitsfähigkeit ihrer Mitarbeiter haben.
Laut Schätzungen entstehen jährlich Kosten in Höhe von mehreren Milliarden Euro als Folge von Häuslicher Gewalt, aufgeteilt auf Justiz, Polizei, ärztliche Behandlung aber auch Ausfallzeit am Arbeitsplatz.
Der Aufruf zur Einführung einer Workplace Policy erfolgt demzufolge immer unter dem Aspekt der Fürsorgepflicht der Arbeitgeber, aber auch der Wirtschaftlichkeit.

## Formen von Häuslicher Gewalt und Auswirkung auf den Arbeitsplatz
Hauptartikel Häusliche Gewalt
Häusliche Gewalt wird unterteilt in:
Körperliche Gewalt, sexuelle Gewalt, psychische Gewalt, finanzielle/ökonomische Gewalt und soziale Gewalt.
Betroffen ist aber nicht nur der private Raum, sondern zunehmend auch der Arbeitsalltag, in dem Betroffene durch Anrufe und E-Mails bedroht werden und Opfer von Stalking und tätlichen Übergriffen werden können.
Es kann zu Fehlzeiten, Verspätungen, geringer Motivation und sinkender Produktivität des Betroffenen führen.
„Die Leute vergessen ihre privaten Probleme nicht am Werkstor.“ (Thomas Huber)

## Umsetzungsmöglichkeiten der Workplace Policy
Die konkreten Umsetzungsmöglichkeiten in einem Unternehmen hängen von der Größe, Betriebsstruktur und vorhandenen Ressourcen ab.
Zu Beginn sollten vorhandene Maßnahmen überprüft und gegebenenfalls überarbeitet werden.
Es ist kein starres Gebilde, sondern ein flexibles Grundkonzept mit folgenden möglichen Strategien:
- Erhöhte Aufmerksamkeit für das Thema schaffen/sensibilisieren
- Verabschiedung einer Unternehmenserklärung
- Informationen und Orientierungshilfen bereitstellen (Aushänge, Mailverteiler) z. B. von Beratungsstellen, Notrufstellen
- Ansprechpersonen im Unternehmen benennen
- Arbeitgeber schulen/Trainingsprogramme durchführen für einen adäquaten Umgang mit Betroffenen
- Wenn notwendig flexible Arbeitszeiten schaffen, um notwendige medizinische, beratende oder rechtliche Hilfe einzuholen
- Interne Regelung zu den Fehlzeiten finden und klar kommunizieren, dass kein fehlerhaftes Verhalten vorliegt
- Räumliche Versetzung an einen anderen Arbeitsplatz (wenn möglich)

Das Unternehmen sollte auf keinen Fall Unterstützungsstrukturen übernehmen, wie Beratungsstellen und Frauenhäuser sie bieten.
Die Betroffenen sollen ermutigt werden, Häusliche Gewalt anzusprechen.
Arbeitgeber haben somit eine Chance, sich als gesellschaftliche Akteure an der Reduzierung und Ächtung von Häuslicher Gewalt zu beteiligen.

## Erfolge des Unternehmens durch eine Workplace Policy
Unternehmen profitieren von einer Arbeitsatmosphäre, in der sich Arbeitnehmer geschützt fühlen. Dies erhöht das Engagement für das Unternehmen und damit die Bereitschaft, sich für die Firma einzusetzen.
Es hilft die Fertigkeiten und Kompetenzen von Arbeitnehmer und erfahrenem Personal zu halten.
Ein Unternehmen mit familienfreundlicher Ausrichtung ist attraktiver für Bewerber und so offen für qualifiziertes Personal.
Die Öffentlichkeit hat ein positives Bild von diesem Unternehmen und dies kann Auswirkung auf Kunden und Zulieferer haben.
Es fördert die Chancengleichheit von Frauen am Arbeitsplatz. Grundsätzlich kann es die Gewinne maximieren und so einer Firma betriebswirtschaftliche Vorteile bringen.

## Beispiele von Unternehmen
- USA: Philip Morris, Liz Claiborne, American Express
- Großbritannien: Unison TUC, The Body Shop, British Telecom, Vodafone
- Deutschland: Rösch GmbH, The Body Shop, Barmer Ersatzkasse, Berliner Stadtreinigung, Kaiser’s Tengelman und die Berliner Bezirksämter Charlottenburg-Wilmersdorf und Reinickendorf